# Grafen von Kühbach
Die Grafen von Kühbach sind ein schwer fassbares hochmittelalterliches Adelsgeschlecht, das in Kühbach zu lokalisieren ist, aber mit Streubesitz zwischen dem Nordgau und Südtirol begütert war. Sie sind Anfang des 11. Jahrhunderts als Gründer des Frauenklosters Kühbach hervorgetreten.

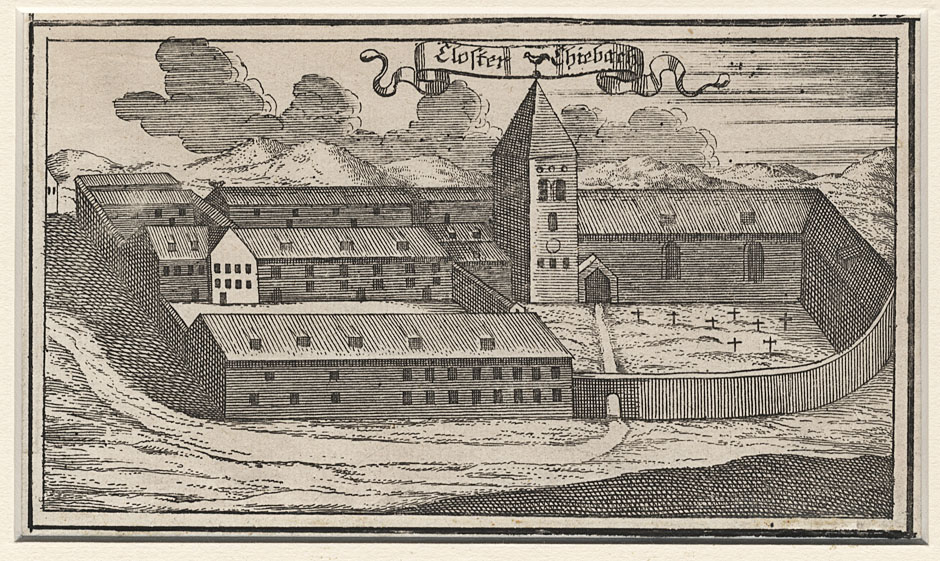
Kloster Kühbach um 1690, Stich von Anton Wilhelm Ertl

## Geschichte
Aus der Gründergeschichte des Klosters Kühbach in der Grafschaft Hörzhausen (heute Landkreis Neuburg-Schrobenhausen) gehen die Namen der Geschwister des Klostergründers Adalpero hervor; es sind dies Graf Udalschalk I. sowie die Schwestern Luitgart und Hilta. Graf Adalpero von Kühbach wird als Gründer genannt, 1011 verleiht König Heinrich II. dem Kloster Immunität und das Recht, Äbtissinnen und Vogt zu wählen unter Vorbehalt der Vogteirechte des Gründergrafen. Das Kloster lag in comitatu Herteshusa und der genannte Adalpero wird (ohne dass dies explizit erwähnt wird) der hiesige Graf gewesen sein. In den Traditionsnotizen des Klosters Kühbach findet sich eine vor 1011 anzusetzen Besitzaufteilung des Grafen Udalschalk I., der seinem Bruder Adalpero seinen Besitzanteil in Kühbach zur Ausstattung des Klosters übergibt. Seiner Schwester Luitgart übergab er das Gut Langewisen (heute Langewiesen und Teil der Stadt Pfaffenhofen an der Ilm) mit der Bestimmung, dass dieses an das Kloster fallen sollte, falls ihre Söhne ohne rechtmäßige Erben versterben sollten. Ebenso bekommt seine Schwester Hilta das Gut Taitingen (heute Taiting im Landkreis Aichach-Friedberg) mit der Bestimmung, dass bei erbenlosem Tod ihres Sohnes Adalpero das Gut an das Kloster fallen sollte. Der Neffe Pabo (II.) erhält Velwen (heute Felbern im Landkreis Pfaffenhofen an der Ilm), Antratespach (heute Andersbach im Landkreis Aichach-Friedberg), Wineden (heute Winden, auch im Landkreis Aichach-Friedberg gelegen), Beren (unbekannt, eventuell verschrieben und mit Bergen, dem heutigen Wagesenberg, gleichzusetzen) und Tuscinga (Theißing im Landkreis Eichstätt). Zudem werden weitere sechs weitere Personen genannt (Adalpert, Altolf, Walperga, Helmperht, Marquard und Vudalschalch), die mit verschiedenen Gütern bedacht werden und die als Seitenverwandte der Kühbacher angesehen werden.
Udalschalk I. war kurzfristig auch Graf im Nordgau, nachdem nach der Schweinfurter Fehde dem früheren Nordgaugrafen Heinrich von Schweinfurt die Grafschaftsrechte entzogen worden waren. Dies dauerte von 1004 bis 1008, danach wurde der Schweinfurter wieder in seine früheren Rechte eingesetzt. Dieser Udalschalk erscheint bereits um 980 in den Freisinger Traditionen, als er mit dem Bischof Abraham von Freising Güter tauscht.
Adalpero war Graf in der Grafschaft Hörzhausen. Er steht wie auch sein Bruder Udalschalk in einem engen Verhältnis zu dem Bayernherzog und späteren Kaiser Heinrich II. Auf dessen Intervention erhält er von Otto III. einen Hof in Regensburg, dann den Wildbann zwischen Isar und Loisach. 1011, bei einer Übergabe eines Gutes bei Trens an das Kloster Tegernsee vor Heinrich II. wird er als Adalpero de Chopach preses zusammen mit Eperhardus de Eparesperc genannt. Nach seinem Tod sollte eine Anzahl von Gütern von seiner Frau Hiltegard, aber erst nach ihrem Tod, an das Kloster gehen. Allerdings bestimmt sie später, dass nur ein Teil der Güter an das Kloster gehen soll, weitere Besitzungen (Baar, Inchenhofen, Taxberg, Reifersdorf und Winden) gibt sie ihrer Tochter Willibirg und nur, wenn diese kinderlos bleiben sollte, sollten sie an das Kloster gehen. Willibirg war in zweiter Ehe mit einem Graf Konrad verheiratet; dieser wird mit dem Welfen Kuno I. gleichgesetzt, dem Bruder Eberhards, erster Bischof von Bamberg. Letzterer war ein Verwandter von Heinrich II. und in der Folge wird deren Sohn Udalschalk von Elsendorf als cognatus des Kaisers genannt.
Die Schwester Luitgard war mit Altmann I., Graf in der Grafschaft Altmanni comitis bei Ergolding im Landkreis Landshut, verheiratet. Dieser tritt gemeinsam mit Udalschalk I. in einer Freisinger Tradition von 1000 bei einem Tauschgeschäft mit Bischof Gottschalk von Hagenau auf. Altmann erhielt bei dieser Gelegenheit die Kirche und Landbesitz in Michelskirchen (heute Ortsteil von Hilgertshausen-Tandern im Landkreis Dachau). Er ist auch mit den Aribonen verwandt.

## Stammliste

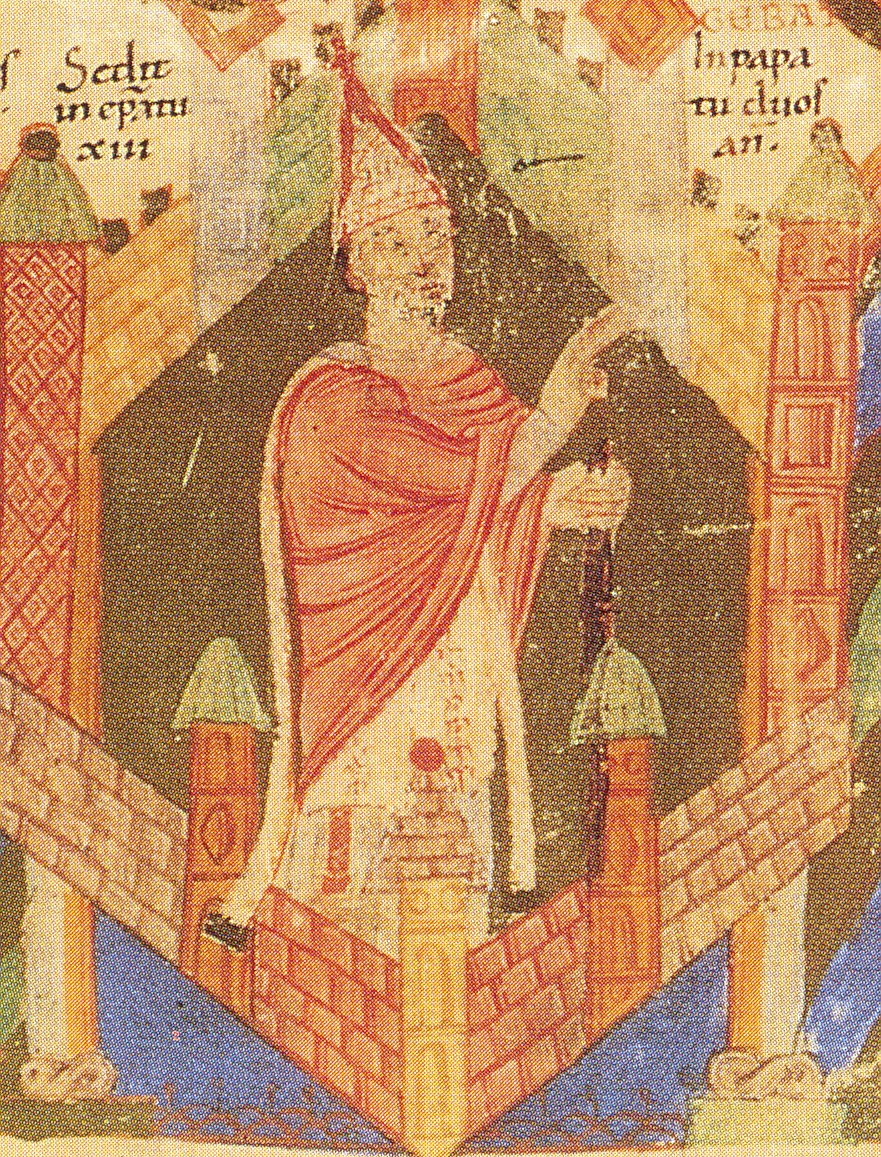
Gebhard I. Bischof von Eichstätt und Papst als Victor II.

NN.
- Pabo I.
  - Pabo II.
    - Pabo III. ⚭ Hazacha
      - Hazaga von Scheyern
⚭ (I) Hermann von Kastl
⚭ Otto I. von Scheyern
        - (I) Hermann ⚭ Alberada

      - (II) Grafen von Scheyern

  - Udalschalk I., † um 1008/09
  - Adalbero ⚭ Hiltegard, ⚭ (II) Konrad
    - (II) Willibirg
⚭ Udalschalk von Elsendorf
      - Udalschalk von Lurngau
        - Konrad
        - Udalschalk ⚭ Adelheit, Tochter der Tuta von Formbach
          - Altmann von Lurngau, Bischof von Trient, † 1149
          - Adalbero
          - Willibirg

  - Hilta
    - Adalbero von Pielenhofen
    - Tuta ⚭ Sighart

  - Luitgard ⚭ Altmann I.
    - Udalschalk II.
    - G(K)untpolt
    - Altmann II. ⚭ Irmpurc
      - Altmann ⚭Totila
        - Aribo ⚭ Racka
          - Aribo ⚭ Perhta

    - Hartwic I. ⚭ Beliza
      - Gebhart I. Bischof von Eichstätt, späterer Papst Viktor II., * um 1020,† 1057
      - Gotapolt, Patriarch von Aquileia, † 1063
      - Hartwic II. von Berghofen, Vogt im Bistum Eichstätt ⚭ Aviza
        - Udalschalk
        - Rihlint
        - Ernst I., Vogt im Bistum Eichstätt
          - Altmann
          - Gebhard II., Bischof von Eichstätt
          - Ernst II., Gründer des Klosters Plankstetten
          - Hartwic III. von Grögling, Vogt im Bistum Eichstätt
            - Hirschberger